# Luisa Tanzini
Anna Luisa Tanzini (ur. 14 lipca 1914 w Pawii, zm. ?) – włoska gimnastyczka, srebrna medalistka letnich igrzysk olimpijskich w 1928.
W 1928 została wraz z Biancą Ambrosetti, Lavinią Gianoni, Luiginą Giavotti, Virginią Giorgi, Germaną Malabarba, Carlą Marangonii, Luiginą Perversi, Dianą Pizzavini, Caroliną Tronconi, Ines Vercesi i Ritą Vittadini srebrną medalistką w wieloboju drużynowym w gimnastyce na IX Letnich Igrzyskach Olimpijskich w Amsterdamie (były pierwszymi włoskimi medalistkami olimpijskimi).